# Bryconamericus gonzalezi
Bryconamericus gonzalezi es una especie de pez de la familia Characidae en el orden de los Characiformes.

## Morfología
Los machos pueden llegar alcanzar los 7,4 cm de longitud total.

## Hábitat
Vive en zonas de clima tropical.

## Distribución geográfica
Se encuentran en Sudamérica:  cuencas de los ríos  Sixaola,  Cañaza y  Bongie (vertiente [ [atlántico]]  de Costa Rica y Panamá).